# TRUNCATE
TRUNCATE je v oblasti databází příkaz SQL pro smazání všech záznamů z tabulky.

## Vlastnosti
- Vyprázdnění dat pomocí TRUNCATE je mnohem rychlejší než mazání pomocí DELETE.
- Na rozdíl od příkazu DROP TABLE po TRUNCATE zůstane v databázi struktura dané tabulky.
- TRUNCATE vyprázdní všechny záznamy dané tabulky (tabulek), podobně jako zrušení tabulky a její následné znovuvytvoření. (Z toho důvodu příkaz vyžaduje práva pro rušení a vytváření tabulek.)
- Pokud tabulka obsahuje primární klíč s vlastností AUTO_INCREMENT, je jeho hodnota resetována na jedničku. To je též rozdíl od příkazu DELETE * FROM TABLE.
- TRUNCATE aktuálně není součástí žádného standardu SQL, ale mnoho (možná většina) databázových systémů jej podporuje.
- V případě MySQL je počet ovlivněných záznamů po provedení příkazu TRUNCATE roven nule, bez ohledu na to, kolik záznamů bylo ve skutečnosti smazáno (tj. neindikuje to, že by příkaz selhal).

## Syntaxe
Syntaxe TRUNCATE je následující:
```
 
TRUNCATE
 
[
TABLE
]
 
[
jmeno_databaze
.]
jmeno_tabulky1
 
[,
 
jmeno_tabulky2
];

```